# Gundappa Ranganath Viswanath
Gundappa Rangnath Viswanath (en canarés: ಗುಂಡಪ್ಪ ರಂಗನಾಥ್‌ ವಿಶ್ವನಾಥ್‌) fue un jugador de críquet indio nacido el 12 de febrero de 1949 en Bhadravathi, Karnataka. Fue uno de los bateadores más destacados en la India durante la década de 1970.
Practicó test críquet entre 1969 y 1980 realizando 91 apariciones y marcando más de 6000 carreras. También jugó en One Day Internationals entre 1974 y 1982 incluyendo la Copa Mundial de Críquet de 1975 y 1979. A nivel estatal, a lo largo de su carrera conformó el equipo Karnataka cricket team.
Posterior a su retiro, Viswanath fue árbitro internacional entre 1994 y 2004 y director de la Selección Nacional de Críquet de India.
En 2009, la Junta de Control de Críquet de la India le otorgó el premio C. K. Naidu por toda su trayectoria profesional.